# Slow Focus
Albums de Fuck Buttons
Tarot Sport (2009)
Singles
1. The Red Wing
Sortie : Juin 2013

Slow Focus est le troisième album du groupe britannique experimental Fuck Buttons, sorti en 2013 sur le label ATP Recordings.

## Historique

### Création
Slow Focus est précédé par la sortie d'un titre de l'album, The Red Wing, sous forme d'un single promotionnel en juin 2013. L'album est publié par ATP Recordings le 23 juillet 2013.

### Réception
Lors de sa sortie, Slow Focus reçoit un excellent succès critique . Sur Metacritic, qui attribue une moyenne pondérée sur 100 à certaines critiques, l'album reçoit un score de 83, sur la base de 22 critiques, indiquant un avis « universellement favorable ».

## Fiche technique

### Pistes
Toutes les pistes sont écrites et composées par Andrew Hung et Benjamin John Power (Fuck Buttons).
| 1.    | Brainfreeze     | 8:34  |
| 2.    | Year of the Dog | 4:38  |
| 3.    | The Red Wing    | 7:48  |
| 4.    | Sentients       | 6:25  |
| 5.    | Prince's Prize  | 4:22  |
| 6.    | Stalker         | 10:09 |
| 7.    | Hidden Xs       | 10:13 |
| 52:09 |                 |       |

### Production
- Musique : Fuck Buttons (Andrew Hung et Benjamin John Power)
- Enregistrement, production, mixage : Fuck Buttons
- Master : Bob Weston
- Jaquette : Alex De Mara

### Publication
L'album est publié par ATP Recordings le 23 juillet 2013 dans les formats musicaux suivants :
- CD
- 2×LP (avec code pour téléchargement)
- Téléchargement

### Single
La 3e piste de l'album, The Red Wing, est édité sous forme d'un single en juin 2013 par ATP Recordings, avant la sortie de l'album. Il s'agit d'un 12" contenant deux pistes ; seule la première, The Red Wing, se retrouve sur Slow Focus, dans une version nettement plus longue.
| No | Titre        | Durée |
| -- | ------------ | ----- |
| 1. | The Red Wing |       |
| 2. | The Whip     |       |